# Miguel Machalski
 (juillet 2010).
Si vous disposez d'ouvrages ou d'articles de référence ou si vous connaissez des sites web de qualité traitant du thème abordé ici, merci de compléter l'article en donnant les références utiles à sa vérifiabilité et en les liant à la section « Notes et références ».
Miguel Machalski est un scénariste et un développeur de projets cinématographiques, d'origine argentine, britannique et polonaise, vivant en France, né en 1954.

## Biographie
Scénariste, consultant et pédagogue, Miguel Machalski travaille sur des projets en Europe, Amérique latine, Asie et Afrique.
Il a écrit trois scénarios produits (Ramata, Kluge et El sueño de América).
Il est l'auteur de deux livres sur la scénarisation en langue espagnole :
- El guión cinematográfico: un viaje azaroso, éd. FUC/Catalogos, Buenos Aires, 2006
- El punto G del guión cinematográfico, éd. T&B, Madrid, 2009.